# Esher
Esher è un paese di 8 387 abitanti della contea del Surrey, in Inghilterra.
Esher ha un ippodromo, Sandown Park.
A sud di Esher è presente Claremont House, un palazzo dove re Luigi Filippo di Francia abitò in esilio e dove morì nel 1850.
George Harrison possedeva una casa a Esher. In essa i Beatles registrarono i demo delle canzoni che sarebbero state pubblicate nel celebre White Album, più altre come Hey Jude, Let It Be, e Lady Madonna.

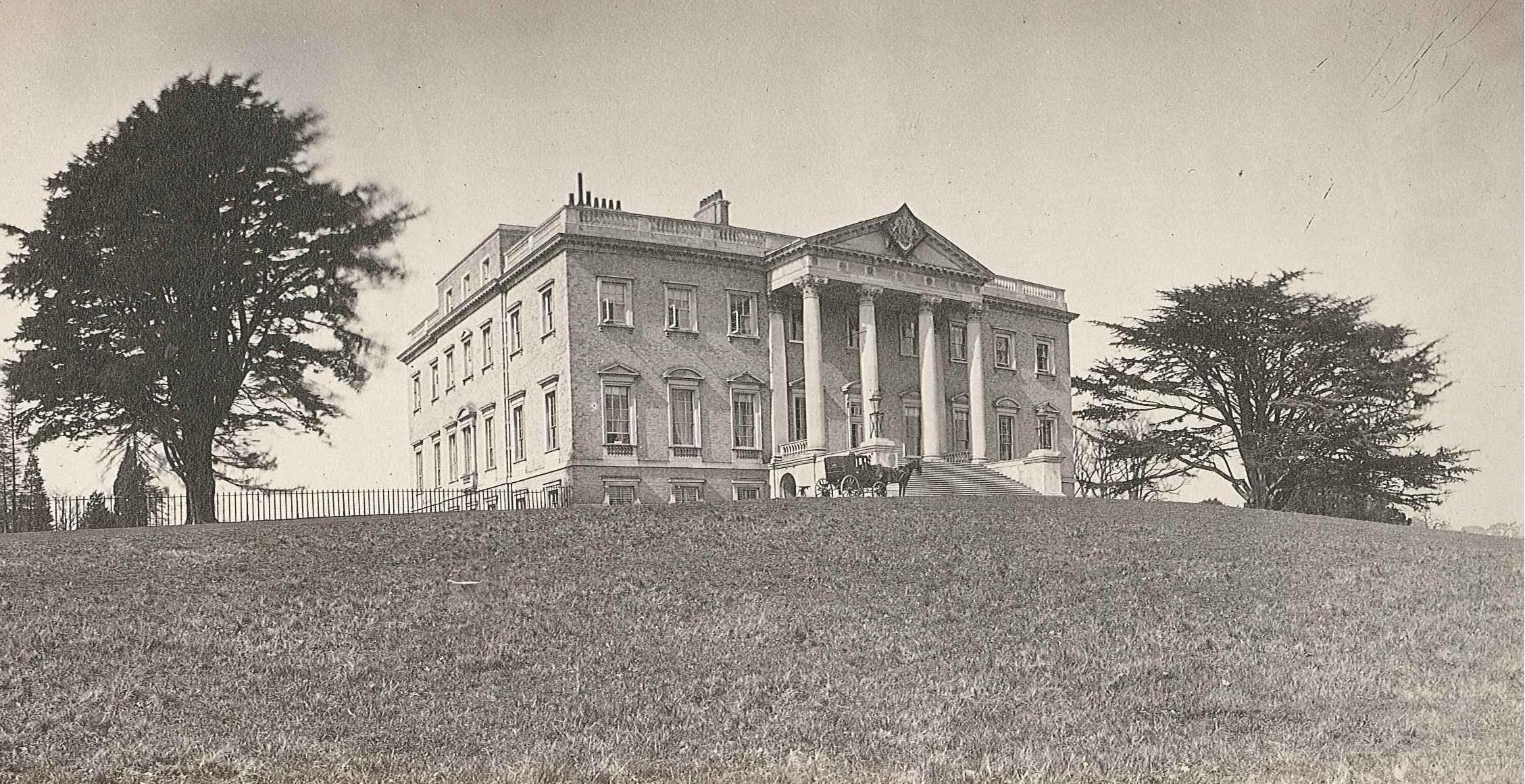
Claremont House nel 1860 circa.